# 輸卵管結紮
輸卵管結紮（Tubal ligation或tubectomy），也稱為輸卵管切除術或是女性結紮，是針對女性的两個輸卵管進行的避孕手術，可能是將輸卵管夾緊和阻住，或是破壞輸卵管的一小段並且封合一端（或兩端），手術的目的是為了讓卵巢產生的卵子無法到達子宮着床。輸卵管切除術是生育控制的一種方式，屬於永久式的絕育。

## 醫療用途
輸卵管結紮是女性的絕育方式之一，讓手術後的女性無法自然懷孕。子宮切除術或是卵巢切除術也可達到相同效果，但這二個手術的風險比輸卵管結紮要高
有時，若患者有會增加卵巢癌或輸卵癌風險的基因，例如BRCA1或BRCA2，也會進行此一手術。因為此一手術仍然會有絕育的效果，此手術會優先用在已完成生育的患者，有可能會同時進行卵巢切除術。

## 外部連結
- Birth Control Comparison Chart （页面存档备份，存于） 2008